# 2409 Chapman
2409 Chapman è un asteroide della fascia principale. Scoperto nel 1979, presenta un'orbita caratterizzata da un semiasse maggiore pari a 2,2662285 UA e da un'eccentricità di 0,1904915, inclinata di 3,50983° rispetto all'eclittica.